# 金斯顿市政厅
金斯顿市政厅（英語：Kingston City Hall）是加拿大安大略省金斯顿市的地方政府驻地。这是一座宏伟的新古典主义建筑，占据金斯顿市中心的一整个街区，面向安大略湖，建有豪华的穹顶。

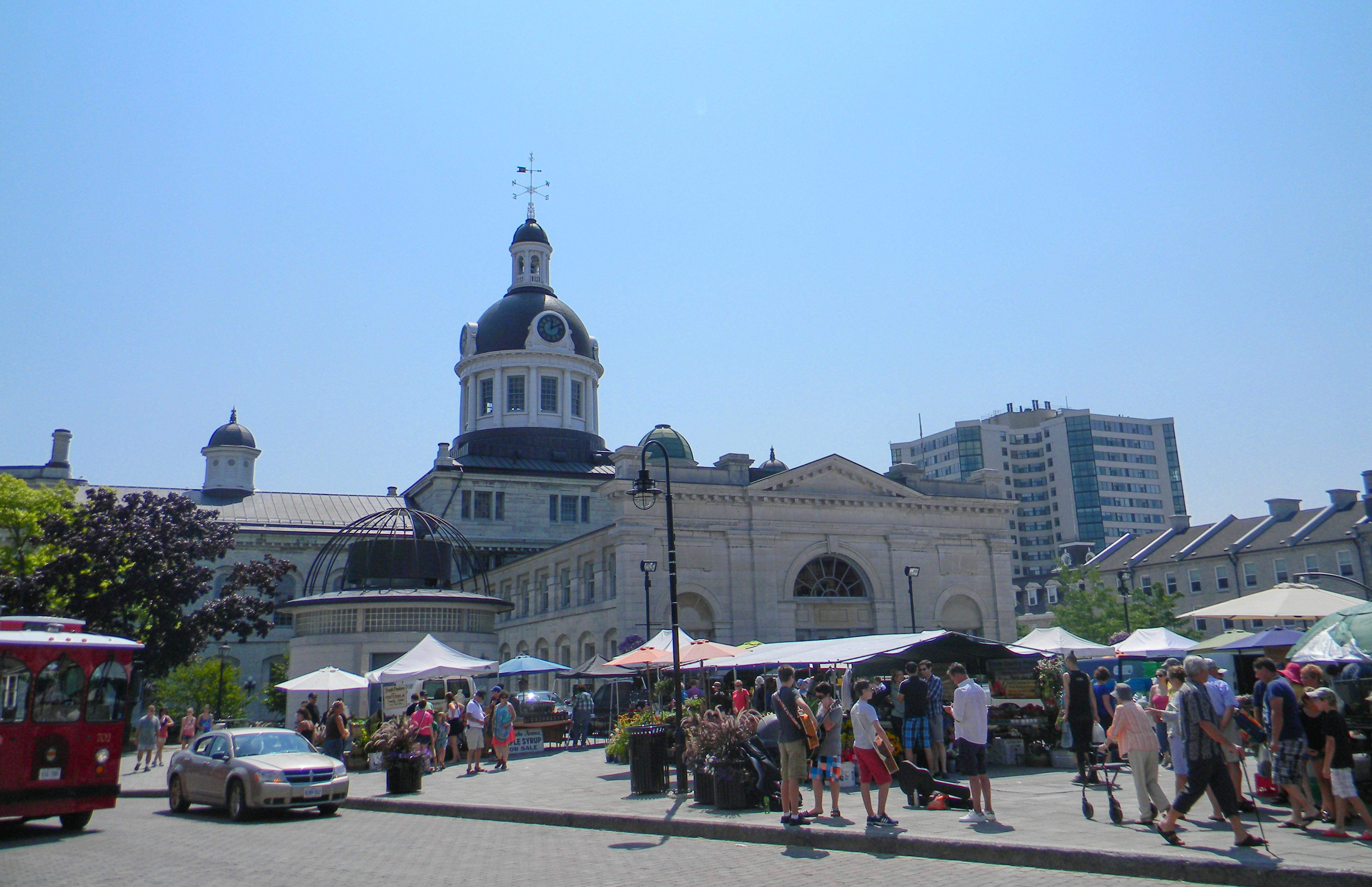
集市广场与金斯顿市政厅, 2014

金斯顿市政厅建成于1844年。当时金斯顿是加拿大省首府，因此市政厅拥有如此的规模。其建造师是乔治·布朗，该建筑是乔治·布朗最杰出的作品之一。

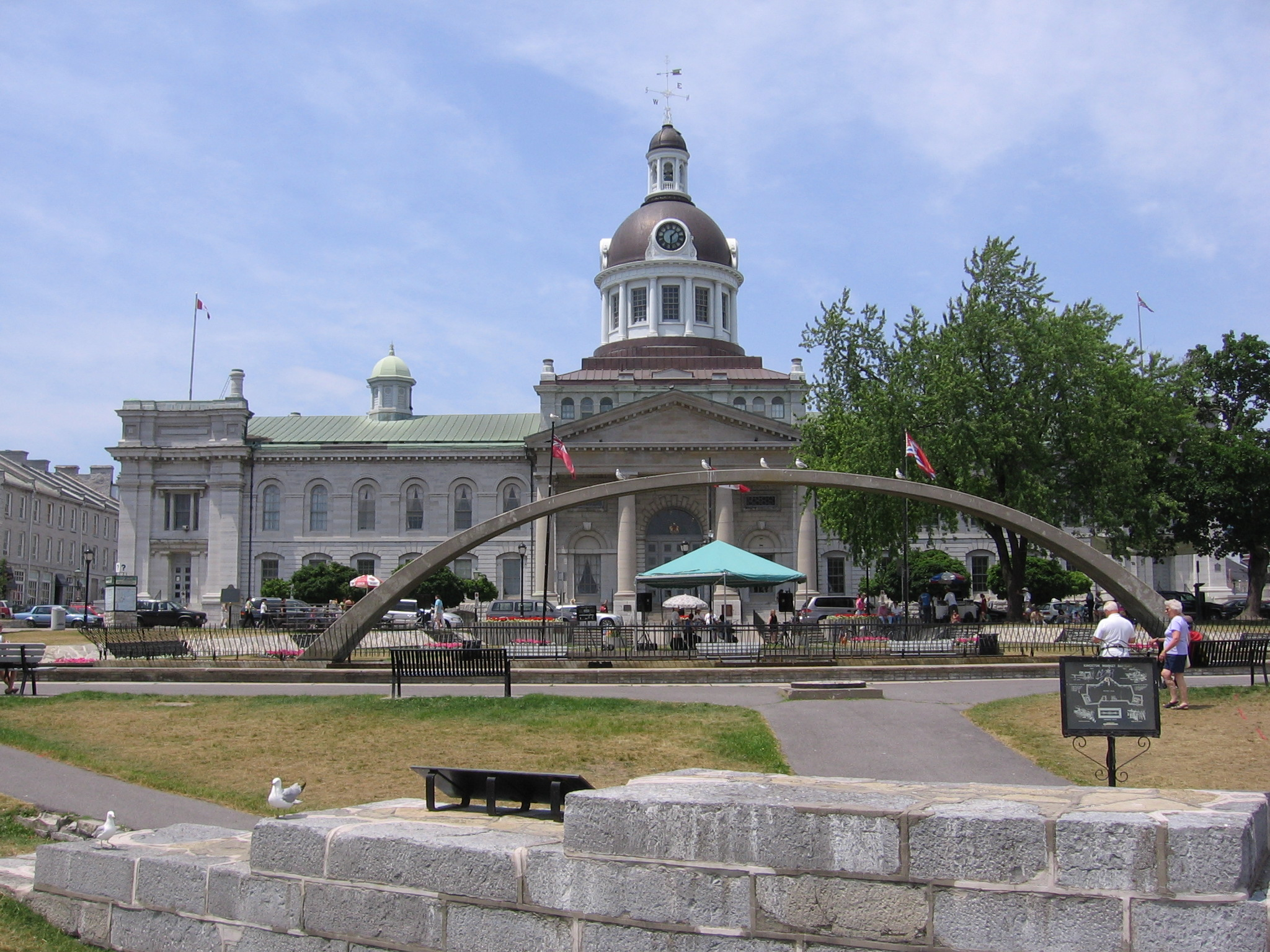
联邦公园、金斯敦市政厅和重建的炮台围墙

1961年，该建筑公布为加拿大国家历史遗产。